# فهرست فیلم‌های سه‌بعدی
در فهرست زیر فهرست فیلم‌هایی که با فناوری فیلم سه‌بعدی ساخته شده‌اند یا بازسازی شده‌اند مشاهده می‌کنید

## فیلم‌های سه‌بعدی منتشرشده
| عنوان                                   | سال عرضه | شرکت تولیدکننده                                                                                    | کشور تولید کننده          | سیستم                        | تکنولوژی           | Aspect Ratio | مدت زمان |
| --------------------------------------- | -------- | -------------------------------------------------------------------------------------------------- | ------------------------- | ---------------------------- | ------------------ | ------------ | -------- |
| Adventures in Animation 3D              | ۲۰۰۴     | TFX Animation Inc., Taarna Studios                                                                 | کانادا                    | آی‌مکس ۳-دی                   | ۷۰ میلی‌متری        | ۱٫۴۴:۱       | ۴۰       |
| ماجراهای پسر کوسه‌ماهی و دختر گدازه      | ۲۰۰۵     | کلمبیا پیکچرز                                                                                      | آمریکا                    | سیستم دوربین رئالیتی         | دائول اچ‌دی         | ۱٫۸۵:۱       | ۹۳       |
| ماجراجوی آفریقا: سفر شکاری در اوکاوانگو | ۲۰۰۷     | ان‌ویو پیکچرز                                                                                       | بلژیک                     |                              |                    | ۱٫۴۴:۱       | ۴۰       |
| آلیس در سرزمین عجایب                    | ۲۰۱۰     | والت دیزنی پیکچرز                                                                                  | آمریکا                    |                              | دیجیتال 4کا        | ۱٫۸۵:۱       | ۱۰۸      |
| آخرین رام‌کننده هوا                      | ۲۰۱۰     | پارامونت پیکچرز                                                                                    | آمریکا                    |                              | ۳۵ میلی‌متری        | ۲٫۳۵:۱       | ۱۰۳      |
| بیگانه‌های اعماق                         | ۲۰۰۵     | والدن مدیا                                                                                         | آمریکا                    | سیستم دوربین رئالیتی         | دائول اچ‌دی         | ۱٫۷۸:۱       | ۴۷       |
| مورچه قلدر                              | ۲۰۰۶     | برادران وارنر، پلی‌تون، دی‌ان‌ای پروداکشن                                                             | آمریکا                    | آی‌مکس ۳-دی                   | ۷۰ میلی‌متری دوتایی | ۱٫۸۵:۱       | ۸۸       |
| آواتار                                  | ۲۰۰۹     | فاکس قرن بیستم, لایت استرم اینترتینمنت، جیانت استدیوز، اینجنیوس فیلم پارتنز, لایت‌استرم اینترتینمنت | آمریکا                    | سیستم دوربین دو لنزه (فیوژن) | دائول اچ‌دی         | ۲٫۳۵:۱       | ۱۶۲      |
| Begynnelsen                             | ۲۰۰۷     | دی‌کاام فروم                                                                                        | نروژ                      |                              | دائول اچ‌دی         |              |          |
| بئوولف                                  | ۲۰۰۷     | ایمیج‌موورز                                                                                         | آمریکا                    | دیجیتال ۳-دی                 | دائول اچ‌دی         | ۲٫۳۵:۱       | ۱۱۵      |
| بولت                                    | ۲۰۰۸     | والت دیزنی پیکچرز، والت دیزنی انیمیشن استدیوز                                                      | آمریکا                    | دیسنی دیجیتال ۳-دی           | دائول اچ‌دی         | ۱٫۸۵:۱       | ۹۶       |
| حشرات!                                  | ۲۰۰۳     | | انگلستان                  | آی‌مکس ۳-دی                   | ۷۰ میلی‌متری        | ۱٫۴۴:۱       | ۴۰       |
| مرغ کوچک                                | ۲۰۰۵     | والت دیزنی پیکچرز                                                                                  | آمریکا                    | دیسنی دیجیتال ۳-دی           | دائول اچ‌دی         | ۱٫۸۵:۱       | ۸۱       |
| سرود کریسمس                             | ۲۰۰۹     | والت دیزنی پیکچرز                                                                                  | آمریکا                    | دیسنی دیجیتال ۳-دی           | دائول اچ‌دی         | ۱٫۸۵:۱       | ۹۸       |
| ابری با احتمال بارش گوشت                | ۲۰۰۹     | سونی پیکچرز انیمیشن                                                                                | آمریکا                    | دیجیتال ۳-دی                 | دائول اچ‌دی         | ۲٫۳۵:۱       | ۹۰       |
| برخورد تیتان‌ها                          | ۲۰۱۰     | برادران وارنر                                                                                      | انگلستان، آمریکا          |                              | ۳۵ میلی‌متری        | ۲٫۳۵:۱       | ۱۰۶      |
| کورالاین                                | ۲۰۰۹     | فوکوس فوچورس, لایکا اینترتیمنت، پانیمونیوم                                                         | آمریکا                    | دیجیتال ۳-دی                 | دائول اچ‌دی         | ۱٫۸۵:۱       | ۱۰۰      |
| Cyberheidi 3D                           | ۲۰۰۲     | Virtual Experience                                                                                 | آلمان                     |                              |                    |              | ۱۵       |
| دریای عمیق                              | ۲۰۰۶     | برادران وارنر، آی‌مکس                                                                               | کانادا، آمریکا            | آی‌مکس ۳-دی                   | ۷۰ میلی‌متری        | ۱٫۴۴:۱       | ۴۱       |
| اغفال                                   | ۲۰۰۸     | Virtual Experience                                                                                 | آلمان                     |                              |                    |              | ۳۰       |
| مقصد نهایی                              | ۲۰۰۹     | نیولاین سینما                                                                                      | آمریکا                    | سیستم دوربین دو لنزه (فیوژن) | دائول اچ‌دی         | ۲٫۳۵:۱       | ۸۲       |
| Fly Me to the Moon                      | ۲۰۰۸     | ان‌ویو پیکچرز                                                                                       | بلژیک                     | دیجیتال ۳-دی                 | ۷۰ میلی‌متری        | ۱٫۴۴:۱       | ۸۴       |
| اشباح غوطه‌ور                            | ۲۰۰۳     | والدن مدیا، والت دیزنی پیکچرز                                                                      | آمریکا                    | سیستم دوربین رئالیتی         | دائول اچ‌دی         | ۱٫۷۸:۱       | ۵۹       |
| جی-فورس                                 | ۲۰۰۹     | والت دیزنی پیکچرز                                                                                  | آمریکا                    |                              | ۳۵ میلی‌متری        | ۱٫۸۵:۱       | ۸۸       |
| هری پاتر و محفل ققنوس                   | ۲۰۰۷     | برادران وارنر، هیدی فیلمز، کول موزیک                                                               | انگلستان، آمریکا          |                              | ۳۵ میلی‌متری        | ۲٫۳۵:۱       | ۱۳۸      |
| هری پاتر و شاهزاده دورگه                | ۲۰۰۹     | برادران وارنر, هیدی فیلمز                                                                          | انگلستان، آمریکا          |                              | ۳۵ میلی‌متری        | ۲٫۳۵:۱       | ۱۵۳      |
| دژ شبح‌زده                               | ۲۰۰۱     | مویدا\                                                                                             | بلژیک، آمریکا             | آی‌ورکز ۳-دی                  | ۷۰ میلی‌متری        | ۱٫۴۴:۱       | ۳۸       |
| چگونه اژدهای خود را تربیت کنیم          | ۲۰۱۰     | دریم ورک انیمیشن                                                                                   | آمریکا                    | دیجیتال ۳-دی                 | دائول اچ‌دی         | ۱٫۸۵:۱       | ۹۸       |
| عصر یخ: آغاز دایناسورها                 | ۲۰۰۹     | بلو اسکای استادیوز                                                                                 | آمریکا                    | دیجیتال ۳-دی                 | دائول اچ‌دی         | ۱٫۸۵:۱       | ۹۴       |
| فناناپذیر                               | ۲۰۰۴     | | فرانسه, ایتالیا, انگلستان |                              |                    |              | ۱۰۳      |
| سفر به مرکز زمین                        | ۲۰۰۸     | نیولاین سینما، والدن مدیا                                                                          | آمریکا                    | سیستم دوربین دو لنزه (فیوژن) | دائول اچ‌دی         | ۱٫۸۵:۱       | ۹۳       |
| برادران جونز: تجربه کنسرت سه‌بعدی        | ۲۰۰۹     | والت دیزنی پیکچرز                                                                                  | آمریکا                    | سیستم دوربین دو لنزه (فیوژن) | دائول اچ‌دی         | ۱٫۸۵:۱       | ۷۶       |
| زیادتر از حیات                          | ۲۰۰۹     | آای‌جی لایو                                                                                         | آمریکا                    |                              |                    |              | ۸۸       |
| ویرانی باشکوه: گردش روی ماه             | ۲۰۰۵     | آی‌مکس، پلی‌تون                                                                                      | آمریکا                    | آی‌مکس ۳-دی                   | ۷۰ میلی‌متری        | ۱٫۴۴:۱       | ۴۰       |
| ملاقات با رابینسون‌ها                    | ۲۰۰۷     | والت دیزنی انیمیشن استدیوز، والت دیزنی پیکچرز                                                      | آمریکا                    | دیسنی دیجیتال ۳-دی           | دائول اچ‌دی         | ۱٫۸۵:۱       | ۹۵       |
| حادثه ناگوار                            | ۲۰۰۳     | ان‌ویو پیکچرز                                                                                       | بلژیک                     | ان‌ویو ۳-دی                   | ۷۰ میلی‌متری        | ۱٫۴۴:۱       | ۴۰       |
| خانه هیولایی                            | ۲۰۰۶     | کلمبیا پیکچرز                                                                                      | آمریکا                    | دیجیتال ۳-دی                 | دائول اچ‌دی         | ۲٫۳۵:۱       | ۹۱       |
| هیولا علیه بیگانه                       | ۲۰۰۹     | دریم‌ورکس انیمیشن                                                                                   | آمریکا                    | دیجیتال ۳-دی                 | دائول اچ‌دی         | ۱٫۸۵:۱       | ۹۴       |
| ولنتاین خونین من                        | ۲۰۰۹     | لیون‌گیت                                                                                            | آمریکا                    | ردکود راو                    | دائول اچ‌دی         | ۱٫۸۵:۱       | ۱۰۱      |